# (18148) Bellier
(18148) Bellier est un astéroïde de la ceinture principale.

## Description
(18148) Bellier est un astéroïde de la ceinture principale. Il fut découvert le 29 juillet 2000 à la station Anderson Mesa par le programme LONEOS. Il présente une orbite caractérisée par un demi-grand axe de 3,14 UA, une excentricité de 0,14 et une inclinaison de 1,2° par rapport à l'écliptique.

## Compléments